# Eberhard (biskup elekt chełmiński)
Eberhard (zm. w 1316 lub 1317) – kanonik chełmiński, biskup elekt chełmiński, członek zakonu krzyżackiego.

## Życiorys
Po śmierci biskupa Hermana z Pryzny w czerwcu 1311 kapituła chełmińska w drodze kompromisu wybrała na jego następcę kanonika Eberharda. Wyboru tego nie uznał arcybiskup ryski Friedrich von Pernstein, wyrażając w ten sposób swój sprzeciw wobec inkorporacji kapituły do zakonu krzyżackiego. Wobec tego konfliktu, a także klątwy, którą Krzyżaków obłożył sędzia papieski w związku ze sporem między zakonem a arcybiskupem ryskim, Eberhard stanął przed trudnym zadaniem uzyskania zatwierdzenia swojego wyboru na biskupstwo chełmińskie; udał się w tym celu osobiście do Awinionu, gdzie przedstawił sprawę papieżowi Klemensowi V. Papież zlecił zbadanie problemu jednemu z audytorów, ale niebawem kolejne opóźnienie w zatwierdzeniu wyboru Eberharda wywołał zgon Klemensa V (14 kwietnia 1314), po którym sediswakancja trwała ponad dwa lata. Nowy papież Jan XXII, chociaż wykazywał zainteresowanie sprawami diecezji, również nie zdążył zatwierdzić Eberharda, tym razem ze względu na śmierć samego biskupa elekta. Eberhard zmarł prawdopodobnie krótko przed 3 lutego 1317, kiedy to papież uznał bezprawność oderwania się diecezji chełmińskiej od prowincji kościelnej w Gnieźnie.
Jesienią 1319 papież mianował biskupem chełmińskim dominikanina Mikołaja Afri. Eberhard, wobec nieuzyskania zatwierdzenia na stolicy biskupiej, jest pomijany w katalogach zarządców diecezji.